# Angel Deradoorian
Angel Deradoorian er en sangerinde og musiker fra USA. Deradoorian er blandt andet kendt fra bandet Dirty Projectors.